# 科卡穆斯塔法帕夏清真寺
科卡穆斯塔法帕夏清真寺（土耳其語：Koca Mustafa Paşa Camii）是土耳其伊斯坦布尔一座原东正教教堂改建的清真寺。它和毗邻的修道院，原来供奉圣安德烈，名为圣安德烈堂（Monē tοu Hagiοu Andreοu en tē Krisei）。它虽然在拜占庭和奥斯曼时期变化甚大，仍是可追溯到6世纪的少数教堂之一。
该建筑位于法蒂赫区德古城墙内，距离圣约安修道院不远，在君士坦丁堡第七山的山坡上，靠近马尔马拉海。